# Гэ Чаофу
Гэ Чаофу (кит. 葛巢甫) - даосский патриарх, основатель школы Линбао. Жил на рубеже IV - V веков. Входил в знаменитую семью Гэ, был внучатым племянником даоса Гэ Хуна.
Известен тем, что написал сочинение Уфуцзин (кит. 靈寶五符經 — Книга Пяти Талисманов), которая включает в себя основы доктрины школы Линбао. Согласно установкам школы Линбао, священные тексты имеют сверхъестественное происхождение от облачных хранилищ бессмертных,  поэтому традиция не считает Гэ Чаофу автором. О его жизни известно немного.

## Биография
Гэ Чаофу, будучи потомком Гэ Хуна, получил хранящиеся в его семье тексты по внутренней алхимии и на их основе создал новое учение.
Предположительно, он родился в городе  Цзюжун (кит. 句容市) провинции Цзянсу, в наследном доме семьи Гэ, во второй половине IV столетия. После 390 года он стал изучать книги, принадлежащие его семье, сочинения школы Шанцин и буддийские тексты. Проработав эти тексты, он создал сочинение Уфуцзин (Книга Пяти Талисманов), использовав пять талисманов из книги Гэ Хуна Баопу-цзы.  Между 397 и 401 годами  Гэ Чаофу передал это сочинение двум ученикам - Сю Линци (徐靈期) и Жэнь Янцину (任延慶), это послужило основанием школы Линбао. Почти сразу же после 400 году тексты приобрели огромную популярность. Однако не сохранилось информации о дальнейшей судьбе Гэ Чаофу.